# Carmen Meneses
Camen Meneses Falcón (Madrid, siglo XX) es una antropóloga e investigadora española. Profesora del Departamento de Sociología y Trabajo Social de la Facultad de Ciencias Humanas y Sociales de la Universidad Pontificia de Comillas, en Madrid. Sus áreas de investigación y conocimiento son: el género y exclusión social; el riesgo, salud y consumo de drogas; los métodos etnográficos; la antropología social y cultural, y los métodos de investigación social. Es experta en el estudio académico de la prostitución.

## Trayectoria académica y profesional
Antes de doctorarse en 2001 en Antropología Social y Cultural, en la Universidad de Granada, ya en 1994 había comenzado a dar clases en la Universidad Pontificia de Comillas en la Escuela de Trabajo social, pasando a partir de 1998 a cubrir la docencia e investigación en el Departamento de Sociología y Trabajo Social de la Facultad de Ciencias Humanas y Sociales, y desde el 2007 a colaborar en los cursos de doctorado de la Facultad de Ciencias Económicas y Empresariales. En el campo de la investigación destacan los proyectos nacionales de I+D+I: "Adolescencia y Riesgo: un estudio comparativo en tres comunidades autónomas" (2005-2008) y "Riesgo, Adolescencia y etnicidad: comparando tres áreas geográficas en España" (2010-2012), como investigadora principal.

«Como antropólogo, dedico parte de mi tiempo de investigación en etnografía, conviviendo con los grupos de sujetos como en prostíbulos y comunidades de consumidores de drogas, entendiendo sus necesidades y perspectiva que describo y analizo en algunas de mis publicaciones. En mi investigación, combino la metodología cualitativa (observación participante, entrevistas…) con la cuantitativa (encuestas, análisis de correlación, estadísticas…) para llegar a conclusiones bien fundamentadas habiendo desarrollado un buen dominio de las herramientas de software relacionadas. He trabajado con grupos de investigación internacionales también en el programa europeo H2020 así como con LEAs en diferentes países, tengo una larga trayectoria investigadora como Project manager desde 1998, cuyo campo de investigación han sido los dos proyectos nacionales de I+D (“Riesgo, adolescencia y etnicidad”, Plan Nacional de I+D. Referencia: CSO2009-07732, 2010-2012). “Adolescencia y Riesgo: Un estudio comparativo en tres comunidades”. 2006-2008. Referencia: SEJ2005-03839/SOC.

## Publicaciones
En 2022 firmaba más de 100 publicaciones entre libros, de ámbito tanto nacional como internacional, obras y estudios compartidos y artículos sobre sus campos de estudio. De entre ellos destacan:
- Intervención social con mujeres en prostitución y víctimas de trata: aportaciones y experiencias durante el COVID-19. Carmen Meneses Falcón, Antonio Rúa Vieites, Olaya García Vázquez. Universidad de Granada, Editorial Universidad de Granada, 2022. ISBN 978-84-338-6971-5[5]

- La opinión de drogodependientes en prisión tratados por Proyecto Hombre. Carmen Meneses Falcón. Madrid : Asociación Proyecto Hombre, 2003. ISBN 84-88930-07-0

- Los consumos de drogas en los programas de mantenimiento con metadona y los factores asociados. Belén Charro Baena, Carmen Meneses Falcón. Universidad Pontificia Comillas, 2002. ISBN 84-8468-062-2

- Los programas de mantenimiento con metadona en Madrid: evolución y perfil de los usuarios. Carmen Meneses Falcón, Belén Charro Baena. Universidad Pontificia Comillas, 2000. ISBN 84-89708-95-9

Así mismo, se pueden anotar aquí:
- M.ª C. Meneses Falcón, M. L. Díaz Arjona, Prostitución y trata sexual, en J. M. Pérez Viejo, F. J. Lorenzo Gilzans, F. J. García Castilla, Trabajo social en escenarios de vulnerabilidad, págs. 293-310, Tirant Humanidades, Madrid, octubre de 2022.. ISBN: 9788419226976. Repositorio: http://hdl.handle.net/11531/75348.
- M.ª C. Meneses Falcón, M. L. Díaz Arjona, Trabajo social e investigación, aportando a la transformación social, en , Origenes y desarrollo del trabajo social, págs. 275-291, Editorial Universitas, Madrid, septiembre de 2022.. ISBN: 978-84-7991-582-7. Repositorio: http://hdl.handle.net/11531/75241.
- M.ª C. Meneses Falcón, The roles of women as traffickers of human beings for the purposes of sexual exploitation: Empowerment or subordination?, en A. Kumar Acharya (Ed.), J. Bryson Clark (Ed.), M.ª L. Martínez Sánchez (Ed.), Contemporary slavery and trafficking in persons, págs. 177-211, Maya Publishing House, New Delhi, enero de 2022.. ISBN: 978-93-91642-00-6. Repositorio: http://hdl.handle.net/11531/66080.
- M.ª C. Meneses Falcón, M.ª P. Úcar Ventura, El lenguaje en prostitución: uso, intención y significados de algunas palabras y expresiones. Revista Estudios. Vol. 1, nº 43, págs. 437-460, Junio-noviembre de 2021.. ISSN: 1659-3316. Repositorio: http://hdl.handle.net/11531/64244.
- M.ª C. Meneses Falcón, S. J. Urío Rodríguez, La trata con fines de explotación sexual en España: ¿Se ajustan las estimaciones a la realidad?. Revista Espanola de Investigaciones Sociologicas. Nº 174, págs. 89-108, Enero 2021-Febrero de 2021.. ISSN: 0210-5233. Repositorio: http://hdl.handle.net/11531/54843.
- M.ª C. Meneses Falcón, ¿Qué puede aportar psicólogos y psiquiatras a las necesidades de las víctimas de trata con fines de explotación?. Norte de Salud Mental. Vol. XVII, nº 64, págs. 13-24, Septiembre 2020-Diciembre de 2020.. ISSN: 1578-4940. Repositorio: http://hdl.handle.net/11531/53906.
- M.ª C. Meneses Falcón, O. García Vázquez, Prostitución y trata con fines de explotación sexual de mujeres y adolescentes. Cuaderno para la salud de las Mujeres. Nº 8, págs. 9-49, Julio 2020-Diciembre de 2020.. ISSN: 2695-4729. Repositorio: http://hdl.handle.net/11531/55390.
- M.ª C. Meneses Falcón, A. Rúa Vieites, J. Uroz Olivares, Exploring the role of Spanish judges in the investigation and prosecution of human trafficking for the purpose of sexual exploitation. Criminology and Criminal Justice. Vol. 1, págs. 1-17, Septiembre 2020-Diciembre de 2020.. ISSN: 1748-8958. Repositorio: http://hdl.handle.net/11531/53765.
- M.ª C. Meneses Falcón, La triada adictiva: consumo de cocaína, alcohol y sexo. Revista Española de Drogodependencias. Vol. 41, nº 1, págs. 25-35, Diciembre 2019-Marzo de 2020.. ISSN: 0213-7615. Repositorio: http://hdl.handle.net/11531/45601.
- M.ª C. Meneses Falcón, ¿Por qué se identifican tan pocas víctimas de trata de seres humanos?. ICADE. Vol. 107, págs. 1-2, Abril 2019-Julio de 2019.. ISSN: 0212-7377. Repositorio: http://hdl.handle.net/11531/45448.
- M.ª C. Meneses Falcón, ?Living in the brothel?: Participant observation inhidden contexts. Social Science Journal. Vol. xx, nº xx, págs. xxx-xxx, Enero 2019-Marzo de 2019.. ISSN: 0362-3319. Repositorio: http://hdl.handle.net/11531/36966.
- M.ª C. Meneses Falcón, M.ª B. Charro Baena, ¿Se debe cambiar la intervención para las mujeres mayores de 65 años víctimas de violencia de su pareja?. Atención Primaria. Vol. 51, nº 7, págs. 458-459, Abril de 2019.. ISSN: 0212-6567. Repositorio: http://hdl.handle.net/11531/36380.
- M.ª C. Meneses Falcón, S. J. Urío Rodríguez, J. Uroz Olivares, Financing of trafficking in human beings in spain , en O. Shentov (Ed.), A. Rusev (Ed.), G. Antonopoulos (Ed.), Financing of organised crime human trafficking in focus, págs. 371-404, Center for the Study of Democracy, Sofía, enero de 2019.. ISBN: 978-954-477-344-1. Repositorio: http://hdl.handle.net/11531/34296.
- M.ª C. Meneses Falcón, La trata de seres humanos ¿Que nos queda por hacer?, en F. M.ª Ferrando Garcia (Dir.), E. Bas Peña (Dir.), La trata de seres humanos: protección de las victimas, págs. 405-426, Ediciones Laborum, Murcia, noviembre de 2018.. ISBN: 978-84-948123-9-2. Repositorio: http://hdl.handle.net/11531/34151.
- M.ª C. Meneses Falcón, J. Uroz Olivares, M.ª Prieto Ursúa, M.ª B. Charro Baena, Consumo de alcohol de los adolescentes en Madrid: la influencia de la identidad étnica latinoamericana y nacional española. Revista Española de Drogodependencias. Vol. 43, nº 3, págs. 68-82, Septiembre de 2018.. ISSN: 0213-7615. Repositorio: http://hdl.handle.net/11531/31297.
- M.ª C. Meneses Falcón, J. Uroz Olivares, A. Rúa Vieites, Can Clients who Pay for Sexual Services Help Victims of Sex Trafficking?. Masculinities and Social Change. Vol. 7, nº 2, págs. 178-209, 2018.. ISSN: 2014-3605. Repositorio: http://hdl.handle.net/11531/28777.
- M.ª C. Meneses Falcón, A. Rúa Vieites, J. Uroz Olivares, Exploring motives to pay for sexual services from opinions about prostitution. Revista Internacional de Sociología. Vol. 76, nº 2, págs. 1-15, Enero 2018-Marzo de 2018.. ISSN: 0034-9712. Repositorio: http://hdl.handle.net/11531/27604.